# Myroslav Laiuk
Myroslav Laiuk (en ucraniano: Мирослав Миколайович Лаюк; nacido el 31 de julio de 1990) es un escritor ucraniano.

## Biografía y obras
Myroslav Laiuk nació en 1990 en Smodna, Raión de Kosiv, Óblast de Ivano-Frankivsk, Ucrania.
Residente en Kiev, Ucrania, se graduó en la Universidad Nacional de Kiev-Academia Mohyla y obtuvo allí el título de doctor por el programa de "Filosofía y Literatura". Desde 2018, Laiuk imparte un curso de escritura creativa en la universidad de su alma mater.
En 2018, Myroslav Laiuk fue incluido en la lista de los 30 mejores menores de 30 años de 2018 por Kyiv Post, un premio para jóvenes ucranianos innovadores que logran resultados sobresalientes en diferentes campos.
Sus obras están traducidas a diferentes idiomas extranjeros, con libros publicados en Lituania, Eslovaquia, Bielorrusia y Polonia.
En 2018, fue galardonado con el premio Emerging Writer on Tour. Participó en el Poetry Africa (Sudáfrica), Festival de Literatura Mundial (Croacia), Mes de lectura de autor (República Checa, Eslovaquia, Polonia, Ucrania), StAnza (Festival Internacional de Poesía de Escocia), y otros.
Su primer libro de poesía Osote (tr: ¡Cindo!) se publicó en 2013. El libro fue galardonado con el Premio Smoloskyp, Premio de la Fundación Kovalevykh y Premio Litakcent Roku como mejor libro de poesía del año en Ucrania. El segundo poemario, Metrophobia (2015) también fue premiado por Litakcent Roku como mejor libro de poesía de 2015. La primera novela de Myroslav, Babornia (tr: The Old Ladies House) (2016) fue preseleccionada por el Premio Libro del Año de la BBC, Premio Espresso Readers Choice y Premio Litakcent Roku. Fue nombrado como el debut más fuerte y uno de los libros más notables del año por numerosos medios ucranianos.
En 2018, compiló Antología de la joven poesía ucraniana del III milenio. En 2019 Myroslav se convirtió en presentador del programa "La hora de la poesía" en UA: PBC.

## Libros
- ¡Cardo! (¡Osotte!) : [poesía] - Kiev, 2013. - 224 p.
- Metrofobia : [poesía] - Lviv : Editorial del Viejo León, 2015. - 176 p.
- Old Women's House: [novela] - Lviv : Old Lion Publishing House, 2016. - 304 p.
- El mundo no ha sido creado: [novela] - Lviv : Editorial del Viejo León, 2018. - 288 págs.
- Rosa (Troyanda) : [poesía] - Lviv : Editorial del Viejo León, 2019. - 176 p.
- Zaurys y su hermano (Zavryk i його молодший брат) : [literatura infantil] - Lviv : Editorial El Viejo León, 2019. - 36 p. * Zaurys y su hermano (Zavryk i його молодший брат) : [literatura infantil] - Lviv : Editorial El Viejo León, 2019. - 36 p.
- Kivi Kivi (Ківі Ківі): [literatura infantil] - Lviv : Editorial del Viejo León, 2020. - 64 p. - 64 p. - Lviv : Editorial del Viejo León, 2020.
- Agua de hierro: [novela] - Lviv : Editorial El Viejo León, 2021. - 264 p. - 264 p. - Lviv : Editorial El Viejo León, 2021.

## Publicaciones en inglés
- "ritmo tranquilo[14]" - un poema de Myroslav Laiuk - New Statesman
- Poemas de Myroslav Laiuk[15] - Poetry International
- Myroslav Laiuk - Agenda - Cuatro poemas[16] (pp. 28 - 30)
- Poemas - La frontera: 28 poetas ucranianos contemporáneos, antología.[17]
- El mundo no se crea, fragmentos[18] - Nuevos libros de Ucrania - 2019 - El Instituto Ucraniano del Libro para La Feria del Libro de Fráncfort)
- Agua de hierro, extracto[19] - Apofenie

## Traducciones de libros
- Metrofobia - poesía, traducida al polaco por Marcin Gaczkowski, Kolegium Europy Wschodniej;
- Zaurus y su hermano - libro infantil, traducido al bielorruso y al eslovaco.